# Distinction de la Communauté flamande
L'insigne d'honneur de la Communauté flamande (Ereteken van de Vlaamse Gemeenschap) est un ordre du mérite, établi par le gouvernement flamand et décerné à partir de 2015 lors de la Fête de la Communauté flamande (le 11 juillet) à l'hôtel Errera, la résidence officielle du Ministre-président du gouvernement flamand. Les décorations distinguent des personnes méritantes qui, « grâce à leur travail, sont importantes pour l'image de la Flandre ».  
Au départ, une distinction était faite entre un insigne d'honneur et un grand insigne d'honneur, mais cette distinction a été supprimée en 2019.

## Récipiendaires

### Grande décoration
- 2015 :
  - Wivina Demeester, politicienne
  - Jeanne Devos, sœur missionnaire qui travaille pour aider les pauvres des bidonvilles de Mumbai
  - Manu Ruys, commentateur politique et journaliste spécialisé dans les questions communautaires et la réforme de l'État belge
  - Mieke Van Hecke, ancienne directrice générale de l'enseignement catholique flamand
- 2016 :
  - Peter Adriaenssens, psychiatre pour enfants et adolescents
  - Edithe Devriendt-Van Cauwenberge, fondatrice de l'organisation Solidarité pour les soins à la famille
  - Jef Roos, entrepreneur et ancien président du Conseil flamand pour la politique scientifique, VITO et VEV
  - Miet Smet, politicienne démocrate chrétienne et féministe
  - Etienne Vermeersch, philosophe et penseur libéral
  - Karel Vinck, entrepreneur
- 2017 :
  - Koen Lenaerts, président de la Cour européenne de justice
  - Peter Piot, directeur de la London School of Hygiene and Tropical Medicine
  - Christine Van Den Wyngaert, juge à la Cour pénale internationale
  - Ilse Weeghmans, directrice de la Plateforme flamande des patients
  - Gilbert Declerck, ancien PDG d'Imec et président de Leuven MindGate
- 2018 :
  - Harry Martens, ancien recteur de l'université de Hasselt
  - Pedro Brugada, cardiologue
  - Michèle Sioen, entrepreneure et ex-présidente de la FEB
  - Henri Verstraete, fondateur de l'économie circulaire

### Décoration
- 2015 :
  - Frank Cuyt, directeur de l'Association flamande du bien-être
  - Reinhilde Decleir, comédienne
  - Wilfried Vancraen, entrepreneur
  - Peter Van Eenoo, professeur antidopage[2]
- 2016 :
  - Wim Distelmans, oncologue et défenseur de la reconnaissance des soins palliatifs et de la possibilité d'avoir une euthanasie
  - Serge Dorny, dramaturge et figure de proue du monde de l'opéra
  - Marc Sleen, dessinateur connu pour la série Les Aventures de Nero & Co
  - Marieke Vervoort, star des sports paralympiques
- 2017 :
  - Florian Van Acker, joueur de tennis de table
  - Werner Ferdinande, alias Will Ferdy, chanteur
  - Ann Wauters, basketteuse
  - Frank Deboosere, prévisionniste météo
  - Mohamed El Bachiri, connu pour son Jihad van liefde après les attentats du 22 mars 2016
  - David Van Reybrouck, historien culturel et écrivain
- 2018 :
  - Gaston Durnez, écrivain et journaliste
  - Lutgart Simoens, animateur radio
  - Guido Decoster, haut fonctionnaire flamand
  - Khalid Benhaddou, Imam
  - Antoon Claes, médecin du sport
  - Jill Peeters, femme météo
  - Chantalle Van Audenhove, directrice du centre de recherche sur les soins LUCAS
  - Manu Keirse, spécialiste du deuil
  - Ricky Fokke, figure de proue des agriculteurs à la croisée des chemins
  - Adriaan Raemdonck, fondateur de la galerie d'art De Zwarte Panter
- 2019 :
  - Anneleen Lenaerts, harpiste
  - Lode Wils, professeur et historien du mouvement flamand
  - Françoise Chombar, PDG de Melexis
  - Georges Monard, ancien secrétaire général, ministère de l'Éducation
  - Hans Bourlon et Gert Verhulst, fondateurs et PDG du Studio 100, ont partagé la décoration d'honneur
  - Chris Lomme, comédienne
  - Dirk Rombaut, directeur commercial de Passwerk
  - Vincent Leus, directeur général du Fonds pour la sécurité routière Emilie Leus
  - Paul Vande Walle, président honoraire Parents of Accidental Children
  - Jean-Pierre Van Baelen, directeur général d' Open Air Education (OLO)
  - Jurn Verschraegen, directeur du Centre d'expertise pour la démence en Flandre
  - Ajit Shetty, président d'honneur de Janssen Pharmaceutica
  - Vic Swerts, fondateur de Soudal
  - Bart Van Wijmeersch, neurologue et expert en SP
  - Stig Broeckx, cycliste
  - Jean-Pierre Kruth, professeur et expert en impression 3D
- 2020[3] :
  - Martine Vaneyck, femme de ménage à l'hôpital de soins intensifs Sint-Trudo, après la crise corona
  - Ann Maes, caissière dans un supermarché de Kuurne, après la crise corona
  - Ish Ait Hamou, en tant qu'auteur du roman Het moois dat we delen
  - Ingrid De Jonghe, fondatrice de Therapeuten voor Jongeren (TeJo)
  - vzw Vlaanderen Feest